# Ferdinand Lot
Ferdinand Lot (Le Plessis-Robinson, 20 de septiembre de 1866  -  Fontenay-aux-Roses, 20 de febrero de 1952),  fue un historiador francés especializado en la Edad Media.
Fue miembro de la Academia de las inscripciones y lenguas antiguas de Francia y profesor de La Sorbona de París. Sumó su firma de apoyo a investigadores españoles exiliados tras la guerra civil española, como Claudio Sánchez-Albornoz.